# Tick! Tack!
『Tick! Tack!』（チック! タック!）は、2005年9月16日にNavelが発売した18禁恋愛アドベンチャーゲーム。タイトルロゴには、矢印以外に懐中時計が描かれている。

## 概要
『SHUFFLE!』のアフターストーリー第1弾。元々は『SHUFFLE!』のファンディスクとして開発されていたが、ボリュームが大きくなったため一つの作品として発売される事となった。『SHUFFLE!』のコンセプトを受け継ぎつつ、新キャラクターが登場する趣向となっている。
物語の舞台は『SHUFFLE!』より一年後、ネリネEND後の現在と20年前の魔界が舞台になる。主に魔王フォーベシイの妻や家族構成について一部明かされる。都合で西又葵が参加できず、鈴平ひろのキャラクターが中心となるため、登場人物が少ない。2005年9月16日にLimited Editionが、10月21日にStandard Editionが、2008年3月28日にAnniversary Editionが発売された。2011年9月30日には『Really? Really!』とセットになった、『Tick! Tack!&Really? Really!』が発売された。

## ストーリー
ネリネの家でお泊り会をする事になった稟・ネリネ・麻弓・樹の4人だったが、麻弓が不用意に魔法具を触ってしまい発動させてしまった。気づいた場所は木が生い茂る森の中、しばらく歩いた先にあったのはネリネの実家だった。これで無事帰れると思った4人だったが、目の前に現れたのはセージとアイであった。そこで稟たちは、自分たちが20年前の魔界へと飛ばされたことに気付く。
当時まだ魔殿下であるネリネの父・フォーベシイの厚意により、元の世界に帰るための魔法具の捜索と見つかるまでの滞在が認められた。しかし、この日はちょうどネリネの母となるセージがフォーベシイに告白する日であったが、本来いるはずのない4人と出会ってしまい告白する日がずれてしまった関係でネリネの未来が変化してしまった。
果たして、稟たちは歴史を変える事なく現代に戻る事は出来るのだろうか……。

## 登場人物
登場人物は土見稟、ネリネ、セージ、アイ、サイネリア、フォーベシイ、麻弓=タイム、緑葉樹、バーク、リコリスだけである。

## スタッフ
- 企画・シナリオ・スクリプト：あごバリア
- キャラクターデザイン：鈴平ひろ
- 原画：鈴平ひろ、西又葵
  - 西又葵のデザインは麻弓だけである。それも『SHUFFLE!』からの流用で、新規に書き下ろされたものは1枚もない。
- 背景美術・CG監修：斉藤陽子
- システムデザイン・チップキャラデザイン：おやかた
- プログラム：青猫
- 音楽：アッチョリケ、NACHTMUSK、景家淳
- 製作協力：ランティス
- ディレクター：まさ
- 営業・広報：AlAi、みずのまみ
- スペシャルサンクス：FlyingShine、サーカス、MOONSTONE、他

### 主題歌
- オープニングテーマ：『Be Ambitious,Guys!』
  - 作詞：AlAi 作曲：アッチョリケ 編曲：鈴木マサキ 歌：橋本みゆき
- 挿入歌：『Pieces』
  - 作詞：AlAi 作曲：アッチョリケ 編曲：鈴木マサキ 歌：橋本みゆき
- エンディングテーマ：『never say goodbye』
  - 作詞：AlAi 作曲：アッチョリケ 編曲：ms-jacky 歌：YURIA

## ゲームシステム
本作は、選択肢以外に画面上の「ネリネメーター」が存在する。このネリネメーター（赤・緑）の数値の変動によって、物語展開が変わることになる。ゲームの期間は、11日間。
- ネリネメーターの赤・緑どちらもが40以下だと、ネリネに変化はない。
- ネリネメーターの赤が50以上になると、ネリネが赤ネリネ（Nerine）に変化する。
- ネリネメーターの緑が50以上になると、ネリネが幼い姿（ねりね）に変化する。
- ネリネメーターの赤・緑どちらかが80以上だと、その時のネリネが記憶を失い、そのままだとバッドエンドとなる。

## 漫画版
- 『Tick! Tack! -NEVER SAY GOODBYE-』
  - 単行本　2007年8月10日発売。<ISBN 978-4-04-713956-5>
  - 2006年1月から2007年4月まで「コンプエース」（角川書店）にて連載。作画は日下皓。

## 関連商品

### CD
- Be Ambitious,Guys!
  - 2005年9月7日発売。<LACM-4215>
- Tick! Tack! デラックスサウンドトラック
  - 2005年12月21日発売。<LACA-5466>
- Tick! Tack! CDドラマ トラブル・ハプニング・ピクニック!
  - 2006年2月22日発売。声優はWin版と同じ。<LACA-5478>

### 書籍
- Tick!Tack! ビジュアルファンブック
  - メディアワークス刊 <ISBN 4-8402-3474-4>
  - 表紙は、ネリネ・セージ・アイのケース仕様。
- 小説 Tick!Tack!―サンダーキックな恋物語（ラブストーリー）
  - 角川書店刊 <ISBN 4-04-707215-X>
  - 著：工藤治 表紙：鈴平ひろ 挿絵：日下皓
  - 内容を一冊にまとめるため、ネリネの変化（具体的な描写もない）が少なく、サイネリアの出番が減っている。

### カードゲーム
Lycee
シルバーブリッツのトレーディングカードゲーム、Lyceeに参戦している。収録エキスパンションは、Navel1.0など。